# مگس تومبو
مگس توده انسان‌خوار (به لاتین: Cordylobia anthropophaga) که با اسامی مگس تومبو، مگس انبه، مگس تومبا، مگس پوتزی، مگس لارو پوستی یا مگس ماگوت جلدی نیز شناخته‌می‌شود، گونه‌ای از مگس مردار و کالبد است که در شرق و مرکز آفریقا رایج است. مگس تومبو انگل پستانداران بزرگ از جمله انسان در دوران لارو است. این حشره در مناطق نیمه‌گرمسیر آفریقا یافت می‌شود و یکی از علل شایع میازیس در انسان‌های این ناحیه است.
نام خاص آن برگرفته از کلمه یونانی آنتروپوفاگا است که به معنی «انسان‌خوار» است. نحوه آلودگی آن توسط «کرم کایور» است و تخم‌ها روی زمین گذاشته می‌شوند. لاروها که عموماً با عنوان کرم‌های کایور شناخته می‌شوند، روی خاک می‌خزند تا زمانی که با یک پستاندار تماس پیدا کنند. بعد از تماس به پوست نفوذ کرده و در بافت زیرجلدی قرار می‌گیرند و باعث تشکیل توده می‌شوند. با رسیدن به رشد کامل لاروها میزبان را ترک کرده، به زمین می‌افتند، خود را دفن می‌کنند و سپس شفیره می‌شوند. این مگس شایع‌ترین علت زخم مگس انسان و حیوان در مناطق گرمسیری آفریقا، از سنگال تا ناتال است. نظر بر این است که میزبان اصلی آن سگ‌ها باشند اما تاکنون لارو این حشره در خوکچه هندی، میمون و ۲ انسان دیده شده‌است. لاروهای مگس تومبو همیشه در قسمت‌هایی از میزبان که در تماس فوری با خاک هستند قرار می‌گیرند.

## تاریخچه کشف
لارو مگس تومبو برای اولین بار در سال ۱۸۶۲ در سنگال شناسایی شد و بلانشار این حشره بالغ را تشریح و نام آن را در سال ۱۸۷۲ گذاشت. در سال ۱۹۰۳، گرونبرگ مگس تومبو را در یک سرده جدید به نام مگس‌های توده قرار داد.

## چرخهٔ زندگی
مگس‌های ماده حدود ۳۰۰ تخم در شن‌های اغلب آلوده به مدفوع می‌گذارند. لاروهای زاده‌شده می‌توانند به‌مدت ۹ الی ۱۵ روز در خاک زنده بمانند اما برای ادامه رشد و بقا نیاز به یک میزبان دارند. اگر لارو موفق به یافتن میزان شد، به پوست آن نفوذ می‌کند و خود را در آن جای می‌دهد. لارو باید ۳ مرحله رشدی را طی کند که ۸ تا ۱۲ روز طول می‌کشد تا به مرحلهٔ پیششفیرگی برسد. بعد از آن میزبان را ترک کرده و روی زمین می‌افتد، خود را دفن می‌کند و شفیره می‌شود.

## نمود بالینی در انسان
نفوذ موفقیت‌آمیز در انسان منجر به میازیس جوشی می‌شود و معمولاً در پشت بازوها، کمر، پایین کمر، یا باسن مشاهده خواهد شد. این حشره به‌ندرت باعث ایجاد مشکلات شدید می‌شود و عمدتاً مسبب میازیس پوستی است. بعد از آلودگی در محل نفوذ یک جوش قرمز تشکیل شده و به تدریج بزرگ می‌شود. در ابتدا میزبان ممکن است فقط خارش جزئی و متناوب را تجربه کند اما احساس درد به وجود می‌آید و با تبدیل‌شدن ضایعات به جوش، شدت و فراوانی آن افزایش پیدا می‌کند. سپس روزنه جوش باز می‌شود و اجازه می‌دهد مایعات حاوی خون و مواد زائد حشره تخلیه شوند.

## انتقال
مگس‌های ماده تخم‌های خود را در خاک آلوده به مدفوع، ادرار یا روی لباس‌های مرطوب و ملحفه می‌گذارند. آویزان کردن لباس‌های مرطوب برای خشک‌شدن، نقطه‌ای عالی را ایجاد می‌کند تا تخم‌ریزی صورت پذیرد. لاروها در عرض ۲ تا ۳ روز از تخم بیرون آمده و به پوست بدون شکستگی چسبیده و در آن نفوذ می‌کنند و باعث ایجاد تورم و عفونت می‌شوند. اگر لاروها در خاک زاده‌شوند هر گونه آشفتگی در خاک باعث می‌شود که آن‌ها در سطح زمین چروکیده شوند تا به پوست میزبان نفوذ کنند.

## ناقل بیماری
ناقل طبیعی به ارگانیسمی گفته می‌شود که می‌تواند به‌طور نامحدودی یک پاتوژن را بدون هیچ اثر ناخوشی در خود جای دهد. لارو مگس تومبو می‌تواند اثرات بدی برای میزبان‌های حیوانی ایجاد کند اما نسبت به میازیس در انسان، میزبان‌های حیوانی ناقل هستند. بسیاری از حیوانات می‌توانند میزبان این حشره باشند. سگ رایج‌ترین میزبان اهلی است و چندین گونه از موش‌های صحرایی وحشی میزبان‌های مزرعه‌ای آن هستند. پرندگان اهلی میزبانان بن‌بست هستند. لاروها وقتی وارد بافت مرغ می‌شوند نمی‌توانند رشد کنند.
انسان‌ها در واقع میزبان‌های تصادفی هستند. لارو مگس تومبو معمولاً انسان را مبتلا نمی‌کند و همین‌گونه برای چرخه انتقال مگس ضروری نیست. ناقل ارگانیسمی است که انگل‌ها—لاروها—را از یک میزبان به میزبان دیگر انتقال می‌دهد. مگس تومبو خود ناقل ضعیفی است زیرا ماده تخم‌ها را در خاک یا روی پارچه مرطوب می‌گذارد و لاروها می‌توانند از تخم بیرون بیایند و به پوست انسان یا حیوان بچسبند.

## تشخیص
اگر بیماری در آفریقا با زخم‌های جوش مانند ظاهر شود، باید به میازیس پوستی ناشی از مگس تومبو مشکوک شد اما تشخیص قطعی تنها زمانی امکان‌پذیر است که لاروها پیدا شوند. آن‌ها باید برداشته شوند و به منظور شناسایی و معاینه به مگس بالغ تبدیل شوند.

## واگیرشناسی
مگس تومبو بومی مناطق گرمسیر آفریقا در جنوب صحرا است. میازیس ناشی از مگس تومبو شایع‌ترین علت میازیس در آفریقا است اما به دلیل سفرهای هوایی در سرتاسر جهان پراکنده و دیده می‌شود زیرا حرکات انسان‌ها باعث هجوم به خارج از مناطق بومی می‌گردد.

## راهبردهای بهداشت عمومی و پیشگیری
مگس تومبو معمولاً انسان‌ها را با گذاشتن تخم‌هایش روی لباس‌های خیسی که خشک می‌کنند، آلوده می‌کند. تخم‌ها در عرض ۱ تا ۳ روز بیرون می‌آیند و لاروها—که می‌تواند بدون میزبان تا ۱۵ روز زنده بماند—پس از پوشیدن لباس‌ها به داخل پوست فرومی‌روند. انسان‌ها می‌توانند با اتو کشیدن لباس‌ها تمام لاروهای موجود را از بین ببرند.